# Abraxas lunulata
Abraxas lunulata là một loài bướm đêm trong họ Geometridae.